# Joris Minne
Joris Minne, né à Ostende le 11 mai 1897 et mort à Anvers le 31 mars 1988, est un sculpteur et graveur belge. 

## Biographie
Joris Minne étudie à l'Académie de dessin de Berchem à partir de 1917, notamment auprès de Frans Mortelmans. Il choisit tôt la gravure et les arts graphiques. 
Joris Minne est l'un des membres fondateurs de la revue Lumière, lancée par Roger Avermaete en août 1919. La revue, publiée en français, est consacrée à l'avant-garde artistique et littéraire.  
Il travaille comme bibliothécaire avant de devenir en 1927 enseignant à l'Institut supérieur des Arts Décoratifs dirigé par Henry Van de Velde, où il est nommé responsable des ateliers d'art publicitaire et d'illustration du livre. 
Il a eu pour élèves Lucien De Roeck et Michel Olyff, Chantal de Hemptinne, Claire Pâques, Giele Roelofs et Niel Steenberge. 

## Œuvre
Joris Minne a essentiellement réalisé des xylographies et des linogravures avant de délaisser la gravure en relief pour s'adonner au burin et à la pointe-sèche. 
Il est rattaché au groupe des Cinq (« De Vijf ») qui compte également Frans Masereel, Jan Frans Cantré, Jozef Cantré et Henri Van Straten. Ce groupe a fortement contribué à raviver la xylographie en Belgique.